# Мицуока, Эйдзи
Эйдзи Мицуока (яп. 光岡 映二; род. 1 января 1976, Ханда, Айти) — японский боец смешанного стиля, представитель лёгкой и полулёгкой весовых категорий. Выступал на профессиональном уровне в 2001—2012 годах, известен по участию в турнирах таких бойцовских организаций как UFC, Pride FC, Shooto, World Victory Road, KOTC, Dream, Deep и др.

## Биография
Эйдзи Мицуока родился 1 января 1976 года в городе Ханда префектуры Айти, Япония.
Дебютировал в смешанных единоборствах на профессиональном уровне в 2001 году, дважды выступил в США на турнирах организации King of the Cage: первый бой выиграл, во втором была зафиксирована ничья.
В 2002—2004 годах сотрудничал с крупнейшим японским промоушеном Pride Fighting Championships, провёл здесь в общей сложности пять поединков, из которых два выиграл, два проиграл, один раз свёл противостояние к ничьей. Также в это время отметился выступлением на турнире Deep, выиграв техническим нокаутом у Глейсона Тибау.
В 2004—2007 годах являлся бойцом небольшой японской организации GCM. Кроме того, выступил на турнире MARS, уступив единогласным решением судей чёрному поясу по бразильскому джиу-джитсу Витору Рибейру.
В ноябре 2007 года на турнире Shooto решением большинства судей взял верх над известным норвежским бойцом Йоакимом Хансеном.
Начиная с 2008 года состоял в организации World Victory Road, где выиграл четыре поединка из шести, в том числе победил таких бойцов как Родригу Дамм и Сергей Голяев.
В 2011 году дрался на турнирах Deep и Dream, в обоих случаях одержал победу.
Имея в послужном списке 18 побед и 7 поражений, Мицуока привлёк к себе внимание крупнейшей бойцовской организации мира Ultimate Fighting Championship. Дебютировал в октагоне UFC в феврале 2012 года, на домашнем турнире в Сайтаме заменил травмировавшегося австралийца Джорджа Сотиропулоса в бою с соотечественником Таканори Гоми — в итоге проиграл техническим нокаутом в середине второго раунда.
В августе 2012 года на турнире UFC в Денвере встретился с американцем Ником Ленцем и потерпел ещё одно поражение техническим нокаутом. Позже в октябре стало известно, что контракт Мицуоки с организацией расторгнут — на этом он завершил карьеру профессионального бойца.

## Статистика в профессиональном ММА
| Боёв 29  | Побед 18 | Поражений 9 |
| -------- | -------- | ----------- |
| Нокаутом | 4        | 3           |
| Сдачей   | 10       | 2           |
| Решением | 4        | 4           |
| Ничьи    | 2        | 2           |

| Результат | Рекорд | Соперник                | Способ                       | Турнир                                           | Дата             | Раунд | Время | Место             | Примечание                                                           |
| --------- | ------ | ----------------------- | ---------------------------- | ------------------------------------------------ | ---------------- | ----- | ----- | ----------------- | -------------------------------------------------------------------- |
| Поражение | 18-9-2 | Ник Ленц                | TKO (удары руками)           | UFC 150                                          | 11 августа 2012  | 1     | 3:45  | Денвер, США       | Дебют в полулёгком весе.                                             |
| Поражение | 18-8-2 | Таканори Гоми           | TKO (удары руками)           | UFC 144                                          | 26 февраля 2012  | 2     | 2:21  | Сайтама, Япония   |                                                                      |
| Победа    | 18-7-2 | Бруну Карвалью          | Единогласное решение         | Dream: Japan GP Final                            | 16 июля 2011     | 2     | 5:00  | Токио, Япония     |                                                                      |
| Победа    | 17-7-2 | Ли Чон Гён              | Сдача (удары руками)         | Deep: 53 Impact                                  | 22 апреля 2011   | 1     | 3:50  | Токио, Япония     |                                                                      |
| Поражение | 16-7-2 | Кадзунори Ёкота         | Единогласное решение         | World Victory Road Presents: Sengoku 11          | 7 ноября 2009    | 3     | 5:00  | Токио, Япония     |                                                                      |
| Победа    | 16-6-2 | Клэй Френч              | Сдача (гильотина)            | World Victory Road Presents: Sengoku 9           | 2 августа 2009   | 1     | 1:51  | Сайтама, Япония   |                                                                      |
| Победа    | 15-6-2 | Сергей Голяев           | Сдача (рычаг локтя)          | World Victory Road Presents: Sengoku no Ran 2009 | 4 января 2009    | 1     | 4:22  | Сайтама, Япония   |                                                                      |
| Поражение | 14-6-2 | Сатору Китаока          | Сдача (скручивание пятки)    | World Victory Road Presents: Sengoku 6           | 1 ноября 2008    | 1     | 1:16  | Сайтама, Япония   |                                                                      |
| Победа    | 14-5-2 | Родригу Дамм            | Сдача (удушение сзади)       | World Victory Road Presents: Sengoku 4           | 24 августа 2008  | 1     | 3:13  | Сайтама, Япония   |                                                                      |
| Победа    | 13-5-2 | Ли Кван Хи              | Сдача (удушение сзади)       | World Victory Road Presents: Sengoku 2           | 18 мая 2008      | 1     | 4:15  | Токио, Япония     |                                                                      |
| Победа    | 12-5-2 | Йоаким Хансен           | Решение большинства          | Shooto: Back To Our Roots 6                      | 8 ноября 2007    | 3     | 5:00  | Токио, Япония     |                                                                      |
| Поражение | 11-5-2 | Котэцу Боку             | Единогласное решение         | GCM: Cage Force 4                                | 8 сентября 2007  | 3     | 5:00  | Токио, Япония     |                                                                      |
| Победа    | 11-4-2 | Такуми Накаяма          | TKO (удары руками)           | GCM: Cage Force 3                                | 9 июня 2007      | 1     | 3:30  | Токио, Япония     |                                                                      |
| Победа    | 10-4-2 | Брайан Кобб             | Сдача (гильотина)            | GCM: Cage Force 2                                | 17 марта 2007    | 3     | 1:38  | Токио, Япония     |                                                                      |
| Победа    | 9-4-2  | Данилу Кардозу-Санолини | Сдача (рычаг локтя)          | GCM: Cage Force 1                                | 25 ноября 2006   | 1     | 1:23  | Токио, Япония     |                                                                      |
| Победа    | 8-4-2  | Пол Родригес            | Сдача (гильотина)            | GCM: D.O.G. 7                                    | 9 сентября 2006  | 2     | 0:40  | Токио, Япония     |                                                                      |
| Поражение | 7-4-2  | Витор Рибейру           | Единогласное решение         | MARS                                             | 4 февраля 2006   | 3     | 5:00  | Токио, Япония     | Бой в категории до 68 кг.                                            |
| Победа    | 7-3-2  | Сэми Шиаво              | Сдача (удушение сзади)       | GCM: D.O.G. 3                                    | 17 сентября 2005 | 1     | 2:12  | Токио, Япония     |                                                                      |
| Поражение | 6-3-2  | Ник Агаллар             | Единогласное решение         | GCM: D.O.G. 2                                    | 11 июня 2005     | 3     | 5:00  | Токио, Япония     |                                                                      |
| Победа    | 6-2-2  | Сигэтоси Ивасэ          | TKO (удары руками)           | GCM: Demolition 040919                           | 19 сентября 2004 | 1     | 4:16  | Токио, Япония     |                                                                      |
| Ничья     | 5-2-2  | Кёсукэ Сасаки           | Ничья                        | Pride Bushido 4                                  | 19 июля 2004     | 2     | 5:00  | Айти, Япония      | Вернулся в лёгкий вес (72,3 кг).                                     |
| Поражение | 5-2-1  | Крис Бреннан            | Сдача (кимура)               | Pride Bushido 1                                  | 5 октября 2003   | 1     | 4:31  | Сайтама, Япония   |                                                                      |
| Победа    | 5-1-1  | Глейсон Тибау           | TKO (остановлен секундантом) | Deep: 11th Impact                                | 13 июля 2003     | 2     | 3:41  | Осака, Япония     |                                                                      |
| Победа    | 4-1-1  | Зули Силаванто          | Сдача (удушение сзади)       | TPI Fighting Championship 11                     | 31 января 2003   | 1     | 1:43  | Индонезия         |                                                                      |
| Победа    | 3-1-1  | Скотт Биллс             | Единогласное решение         | Pride FC: The Best, Vol. 3                       | 20 октября 2002  | 2     | 5:00  | Токио, Япония     |                                                                      |
| Поражение | 2-1-1  | Джон Алессио            | TKO (рассечение)             | Pride The Best Vol.2                             | 20 июля 2002     | 2     | 3:13  | Токио, Япония     |                                                                      |
| Победа    | 2-0-1  | Энтони Масиас           | Единогласное решение         | Pride The Best Vol.1                             | 22 февраля 2002  | 2     | 5:00  | Токио, Япония     |                                                                      |
| Ничья     | 1-0-1  | Бетисс Мансури          | Ничья                        | KOTC 11: Domination                              | 29 сентября 2001 | 3     | 5:00  | Сан-Джасинто, США | Дебют в полусреднем весе; С Мицуоки сняли одно очко за тычок в глаз. |
| Победа    | 1-0    | Джеральд Стребендт      | TKO (сдача от ударов)        | KOTC 9: Showtime                                 | 23 июня 2001     | 1     | 2:23  | Сан-Джасинто, США |                                                                      |